# Schafhof (Freising)

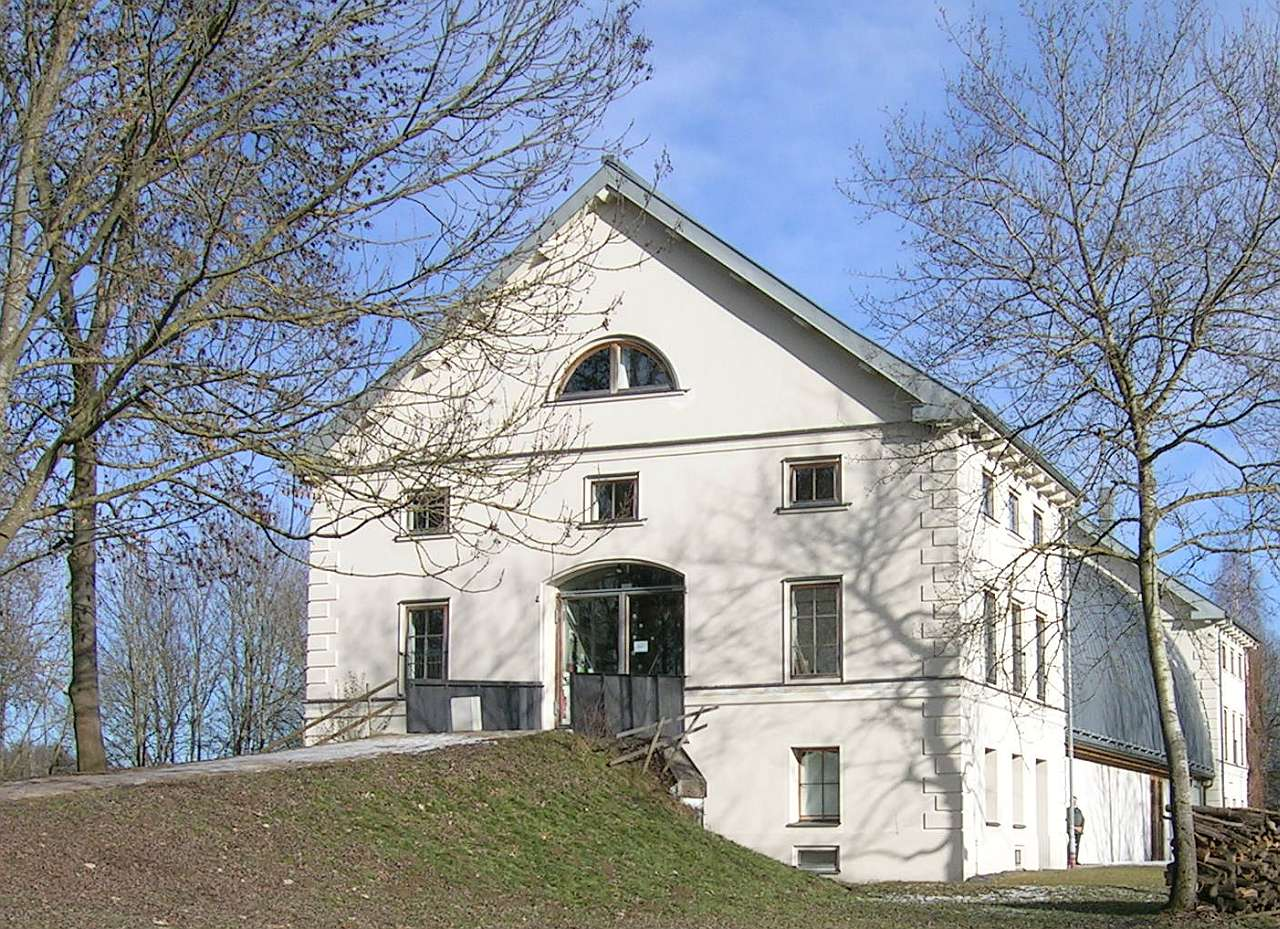
Schafhof in Freising

Der Schafhof ist ein auf einer Anhöhe bei Freising gelegener ehemaliger landwirtschaftlicher Zweckbau, der heute vom Bezirk Oberbayern als Europäisches Künstlerhaus genutzt wird.

## Geschichte
Der Schafhof des landwirtschaftlichen Musterguts Weihenstephan wurde 1819/1820 im Auftrag des bayerischen Königs Max I. Joseph als Stall für die in seinem Privatbesitz befindliche Merinoschafherde errichtet. In der Umgebung („Schleimbuckel“ und „Diebswinkel“) des Hofes wurden etwa 50 ha Wald gerodet, um Weiden und Wirtschaftsflächen zu erhalten. Der Bau war so konzipiert, dass 500 Schafe Platz finden sollten. Bauherr war der Agrarwissenschaftler Max Schönleutner. Im Jahre 1888 wurde die Schafzucht beendet, bis 1930 wurde eine Jungviehhaltung (Rinder) in Kombination mit Schafen durchgeführt. Bis in die 1960er Jahre wurde der Schafhof bewirtschaftet.
Nach längerem Leerstand wurde der Schafhof vom Bezirk Oberbayern um 1990 erworben und renoviert. Er wurde von 1994 an als landwirtschaftliches Museum zum Thema Bayerns Landwirtschaft seit 1800 genutzt. Das Museum war eine Außenstelle des Bayerischen Nationalmuseums. Wegen mangelnden Besucherinteresses wurde es im Jahr 2002 geschlossen.
Am 10. Juli 2005 wurde der Schafhof als „europäisches künstlerhaus oberbayern“ wiedereröffnet.

## Bau
Vom landwirtschaftlichen Zweckbau sind die klassizistischen Kopfbauten mit giebelseitigen Tennenauffahrten aus der Zeit um 1825 erhalten. Der in der Mitte befindliche Stallteil mit seinem markanten Bohlenlamellendach wurde nach 1990 durch einen Neubau ersetzt. Das Gebäude steht unter Denkmalschutz (Nr. D-1-78-124-242).